# El Pedrús
El Pedrús és una obra del municipi de Sant Julià de Vilatorta (Osona) inclosa en l'Inventari del Patrimoni Arquitectònic de Catalunya.

## Descripció
Masia de planta rectangular, coberta a dues vessants i amb el carener paral·lel a la façana, situada a migdia. Es troba assentada damunt la roca viva en direcció Est/ Oest, de manera que la façana de ponent consta de planta baixa i pis i la de llevant, a més, té golfes. Presenta diverses etapes constructives que s'han anat afegint al cos central. La façana presenta quatre portals rectangulars a la planta, els dos centrals de pedra. Al primer pis tres finestres, dues amb ampit motllurat i a les golfes hi ha una finestra, un antic rellotge de sol i un porxo amb baranes de ferro. A tramuntana hi ha poques obertures, a llevant hi ha un portal al primer pis i a ponent tres obertures a nivell de primer pis. Davant la masia hi ha grans lloses dretes, el pou i una bassa. Cal remarcar el valor popular i estàtic d'aquests elements. L'estat de conservació és bo.

## Història
Masia construïda en diverses etapes, tal com ho demostres les dates:
- Portal d'entrada: 17 IHS 01[1]
- Finestra dreta façana: 1805.[1]